# Junior Seau
Pro Football Hall of Fame 2015
(en) Statistiques sur pro-football-reference
Junior Seau, né Tiaina Baul Seau Jr. le 19 janvier 1969 à San Diego et mort le 2 mai 2012 à Oceanside, est un joueur américain de football américain évoluant au poste de linebacker dans la National Football League.

## Biographie

### Jeunesse
Junior Seau grandit à Oceanside au nord de San Diego. Benjamin des six enfants de Tiaina et Luisa Seau, ses parents sont nés sur l'île d'Aunu'u dans les Samoa américaines,. En 1964, alors que le fils aîné de la famille, David, est atteint d'une maladie du poumon, ils partent à San Diego retrouver le frère et la sœur de Luisa, militaires stationnés dans la région, pour avoir accès à de meilleurs soins. Aucun de ses deux parents ne parle alors anglais mais ils travaillent pour payer les soins de leur aîné. En 1969, lorsque Seau naît aux États-Unis, la famille est un foyer modeste et les garçons de la famille doivent dormir dans le garage de la maison familiale,. Élevé dans la culture samoane, sa mère l'habille de robes appelées lavalavas. Sa mère lui lit la Bible et lui fait chanter des hymnes samoans en jouant d'un vieux piano. Junior Seau a des difficultés à s'exprimer en anglais jusqu'à la fin de l'école élémentaire. Élevé sévèrement par son père, petit-fils d'un chef de village à Pago Pago, il apprend « à la dure » la valeur travail,. Junior veut être un athlète professionnel et s'entraîne physiquement pour le devenir. Son père distingue des qualités physiques et sportives particulières chez son plus jeune fils et l'exempte de travail après les cours pour aider la famille au contraire de ses grands frères. Il le pousse à toujours faire mieux et le sanctionne pour les défaites de son équipe, même s'il n'en est pas responsable.
Au lycée, Junior Seau s'illustre en athlétisme, au basket-ball et au football américain,. Il est doué dans les deux sports collectifs et montre une polyvalence à de nombreux postes. Motivé pour faire plaisir à ses parents et les faire quitter le quartier, il progresse et dans sa dernière année, il mène l'équipe de football américain des Pirates d'Oceanhigh à un titre de champion de la ville avec seulement dix-huit joueurs,. Évoluant aux postes de tight end en attaque et de linebacker en défense, il est nommé meilleur joueur défensif de l'année du comté de San Diego et meilleur joueur offensif de l'Avocado League. Des recruteurs de chaque grande université du pays viennent le recruter mais Seau choisit la grande université de Californie du Sud, les Trojans d'USC.

### Carrière sportive

#### Carrière universitaire
Après avoir reçu une bourse de l'université du Sud de la Californie, les résultats scolaires de Junior Seau tombent : ils sont inférieurs aux minimums requis pour être éligible dans l'équipe universitaire de football américain en première année,. Le joueur doit rester sur le banc des Trojans d'USC lors de sa première saison et il redevient alors selon ses propres mots un « étudiant ordinaire ». Isolé des autres joueurs, sans ami, humilié par cet échec — son père ne lui parle plus — il retourne à son ancien lycée s'excuser auprès des entraîneurs, professeurs et dirigeants,. Junior Seau met à profit cette année sans match pour travailler encore plus fort physiquement. Il améliore nettement ses notes à l'université et se montre à l'entraînement comme l'un des meilleurs athlètes de l'équipe.
Lors d'un entraînement pour préparer sa deuxième saison universitaire, Seau se blesse aux ligaments du genou droit, compromettant une grande partie de sa saison et créant des doutes sur la suite de sa carrière. Il joue principalement en équipes spéciales, par manque de connaissance du contrôle des espaces créés par l'attaque. Il lève cependant ces doutes dans sa troisième saison avec les Trojans. Nommé titulaire après la blessure de deux joueurs à ce poste, il s'impose dans l'équipe et est nommé joueur défensif de l'année de la division Pac-10. Avec le numéro 55, il marque la saison universitaire 1989 par ses 72 plaquages et 19 sacks, un de moins que le record de l'université,. Alors que la NFL autorise les joueurs junior à se présenter à la draft, il convainc ses parents de le laisser quitter l'université une année plus tôt pour se présenter à la draft 1990 de la NFL. Ultérieurement, il déclare que cette décision avait pour objectif de mettre ses parents à l'abri financièrement. S'il est attendu par beaucoup d'observateurs dans les cinq premiers choix de la draft, il préfère de pas croire les rumeurs et attendre l'officialisation de sa sélection.

#### Carrière professionnelle

##### Charges de San Diego (1990-2002)
Seau est sélectionné en cinquième position au premier tour de la draft 1990 par les Chargers de San Diego et réagit par de larges sourires, très heureux de rester auprès de sa famille en Californie. Il signe un contrat d'un montant de 4,525 millions de dollars sur cinq saisons. Dès son arrivée dans la franchise, le débutant est un leader en défense. Il montre l'exemple par son éthique de travail et est respecté par ses coéquipiers, même les plus expérimentés d'entre eux. Force de la nature, il s'entraîne avec l'intensité d'une rencontre officielle. Il s'impose rapidement comme l'un des meilleurs joueurs de la National Football League au poste de linebacker. Grand, puissant, rapide, il est capable de courir le sprint de 40 yards en 4 s 61. Il est même comparé à la légende de la NFL Lawrence Taylor.
Seau fait ses débuts professionnels lors de la dernière rencontre de préparation de la saison 1990 contre les Raiders d'Oakland et se fait exclure dès son deuxième snap pour un coup de poing sur un adversaire. Dans sa première rencontre de saison régulière, il est pénalisé pour un tacle irrégulier dans la série décisive des Cowboys de Dallas, contribuant à la défaite de son équipe. Il conduit les erreurs d'immaturité en s'aidant du dos d'un coéquipier pour contrer un coup de pied contre les Texans de Houston, coûtant de nouveau 15 yards et une nouvelle première tentative.
Seau utilise ses premiers salaires NFL pour acheter une maison et une voiture à ses parents, et pour s'installer à Mount Felix avec sa femme Gina et sa fille. Il apprécie le style de vie californien et s'implique intensément dans la communauté. En 1991, il crée la fondation Junior Seau pour promouvoir la protection des enfants en soutenant des programmes de prévention contre l'alcoolisme et la drogue et ceux contre la délinquance juvénile. Dans le cadre de cette fondation, le joueur organise un tournoi de golf de célébrités pour lever des fonds.
Au début de la saison suivante, en 1991, Seau critique le fait que l'encadrement le fait jouer comme linebacker intérieur et non comme linebacker extérieur comme il joue depuis toujours. Les entraîneurs confirment ce choix et c'est à ce poste que Seau se révèle lors de la saison 1991 qui le voit progresser dans une équipe des Chargers qui reste l'une des plus mauvaises équipes de la ligue. Il débute quinze rencontres et est le deuxième meilleur plaqueur de son équipe. Apprécié par les supporteurs qui aiment ses efforts, il est également voté au Pro Bowl pour la première fois de sa carrière, comme remplaçant. Apaisé par la nouvelle situation de ses parents, heureux de vivre dans une nouvelle maison, il se concentre sur le football américain et impressionne ses entraîneurs dès les premières séances du camp d'entraînement de la saison 1992.
En novembre 1992, le quarterback des Chiefs de Kansas City arrive à trouver son receveur grâce à une passe de 25 yards qui passe entre les bras de Seau, plaçant son équipe en position idéale pour un coup de pied décisif entraînant la défaite des Chargers. Le linebacker s'en veut énormément et présente au lendemain des excuses à toute son équipe et va jusqu'à pleurer.
À la fin de la saison 1993 de la NFL, il achète une page entière dans le San Diego Union-Tribune pour remercier les supporteurs de l'équipe malgré la défaite contre les Dolphins de Miami sur le score de 31 à 0 en phase finale. Avec un montage de photos de supporteurs, il y écrit : « Pour les supporters de San Diego. Je vous remercie pour cette magnifique année. Junior Seau et sa famille »,.
Les Chargers sont opposés au Steelers de Pittsburgh dans le championnat AFC. Multipliant les actions en défense, malgré une épaule gauche blessée, Seau termine avec seize plaquages dans une victoire 17 à 13 pour se qualifier pour le Super Bowl. Après la rencontre, il est accueilli en héros avec ses coéquipiers par des milliers de supporters des Chargers. Le Super Bowl XXIX est à sens unique et les 49ers inscrivent 49 points à la défense de San Diego et son capitaine Seau.
Après cette douloureuse défaite, Seau voit la frustration grandir, son équipe perd de nombreuses rencontres. Le linebacker joue malgré de nombreuses blessures. Contre les Bears de Chicago, il est touché sur un violent plaquage alors qu'il joue en attaque comme tight end et se fait recoudre sous le menton par le médecin sur le bord de la touche et retourne sur le terrain. Sans se plaindre, le joueur multiplie les commotions cérébrales, sur le terrain et à l'entraînement.

##### Dolphins de Miami (2003-2005)
Après treize saisons sous le maillot des Chargers de San Diego, le club l'échange aux Dolphins de Miami en échange d'un choix de cinquième tour de draft. Le sportif local est touché par cette décision, lui qui souhaite disputer toute sa carrière en Californie. Après deux saisons difficiles à Miami marquées par de nombreuses défaites et blessures, Junior Seau retourne en Californie et annonce le 14 août 2006 devant des bannières aux couleurs des Chargers qu'il prend sa retraite sportive. Transpirant, inconfortable, il tient un discours incohérent.

##### Patriots de la Nouvelle-Angleterre (2006-2009)
Dans les jours qui suivent l'annonce de sa retraite, Junior Seau passe la visite médicale et signe avec les Patriots de la Nouvelle-Angleterre. Sa retraite n'a duré que quatre jours avant de rejoindre l'équipe de Bill Belichick qui a besoin de ses services après la blessure de Tedy Bruschi au poignet et le départ de Willie McGinest aux Browns de Cleveland. En novembre 2006, il se casse le bras et est placé sur la liste des blessés pour le reste de la saison. Seau signe un nouveau contrat avec les Patriots le 21 mai 2007.
Dans la défense des Patriots, il contribue à une saison régulière 2007 parfaite avec 16 victoires sans défaite. Il joue de nouveau le Super Bowl et s'incline. Cette nouvelle défaite au Super Bowl le dévaste.
Pendant la rencontre contre les Cardinals de l'Arizona, Junior Seau est plaqué par un supporteur des Patriots qui est entré sur le bord du terrain pour lui faire un câlin.
Lors de la phase finale de la saison 2009, le linebacker remplaçant réalise sa meilleure performance dans la défaite éliminatoire des Patriots contre les Ravens de Baltimore sur le score de 33 à 14 lors de laquelle il réussit cinq plaquages. En janvier 2010, il annonce pour la deuxième fois sa retraite sportive, cette fois définitive, dans une vidéo enregistrée pour Showtime.

### Après-carrière troublé et suicide
Après la fin de sa carrière sportive, Junior Seau semble perdu. Il fait partie d'une émission de télé-réalité intitulée Sports jobs with Junior Seau dans laquelle il se met en scène dans différents sports. Ses proches le sentent plus distant et il perd souvent sa mémoire. Il semble avoir de nombreux symptômes d'encéphalopathie traumatique chronique : changement de comportement, dépression, excès de colère. Il tombe dans l'alcoolisme et l'addiction au jeu. Ce changement est noté dans un journal intime qu'il tient.
Le 18 octobre 2010, Seau survit à une chute d'une falaise de 30 mètres au volant de son 4×4, quelques heures après avoir été arrêté pour violence conjugale,. Seau explique aux autorités et à ses proches qu'il s'est endormi au volant. Il subit des blessures mineures et est emmené à l'hôpital Scripps La Jolla.
Le mercredi 2 mai 2012, Junior Seau est retrouvé mort par sa petite-amie dans sa résidence d'Oceanside avec une blessure par balle dans la poitrine. Au retour d'une séance de sport, elle trouve Junior Seau sans vie dans l'une des chambres de la maison, un pistolet sur le lit, et appelle en criant le 911. Après une enquête de deux mois, la police conclut à un suicide. Enterré deux jours plus tard au Eternal Hills Memorial Park d'Oceanside, une cérémonie est organisée dans le stade Qualcomm Stadium où il a joué pendant treize saisons.

### Vie personnelle et personnalité
Junior Seau rencontre Gina, qui travaille au département marketing de la franchise des Chargers. Il est père de trois enfants, sa fille se prénomme Sydney, ses fils Jake et Tyler. Après plusieurs années de bonheur conjugal, le joueur trompe sa femme. Sa femme voit des changements de personnalité et de comportement au fur et à mesure des saisons du joueur dans la ligue. Le couple divorce en 2002.
Il aime principalement jouer au golf et faire du surf.

### Héritage et CTE
Après la mort de Junior Seau, sa famille décide de permettre aux chercheurs d'étudier le cerveau de l'ancien joueur de football américain. En janvier 2013, l'étude du National Institutes of Health conclut que son cerveau est atteint d'une maladie dégénérative et qu'il montre des similitudes avec les anormalités liées avec un encéphalopathie traumatique chronique. En s'appuyant sur les résultats de l'étude, la famille de l'ancien joueur de football américain poursuit judiciairement la NFL et la marque de casque Riddell pour leur responsabilité dans la maladie cérébrale du joueur ayant entraîné son suicide. Partie civile dans une plainte collective contre la NFL, la famille de Seau se retire avant qu'un accord soit trouvé entre les plaignants et la ligue, accordant jusqu'à quatre millions de dollars aux familles de victimes comme celle de Junior Seau. En octobre 2018, la famille et la NFL trouvent un accord financier confidentiel.
Un community center d'Oceanside porte son nom.

## Palmarès et statistiques
Au terme d'une carrière professionnelle longue de vingt saisons en National Football League, Junior Seau se voit officiellement attribué 1 566 plaquages et 56,5 sacks en 268 rencontres disputées. Certaines statistiques sont incomplètes, notamment les passes défendues qui ont été comptabilisées à partir de la saison 1999, mais ses dix-huit interceptions et son volume de plaquage permettent d'évaluer sa grande production au poste de linebacker. Ses qualités lui ont valu douze participations consécutives au Pro Bowl consécutifs entre 1991 et 2002. Il a marqué un touchdown dans sa carrière en 1995 sur un fumble récupéré et retourné dans l'en-but adverse contre les Eagles de Philadelphie. Qualifié à deux reprises au Super Bowl, il s'incline avec les Chargers de San Diego lors du Super Bowl XXIX puis avec les Patriots de la Nouvelle-Angleterre lors du Super Bowl XLII.
| Année           | Équipe          | MJ  |       | Plaquages | Plaquages | Plaquages | Plaquages |       | Interceptions | Interceptions | Interceptions | Interceptions |  | Fumbles | Fumbles |
| Année           | Équipe          | MJ  | Total | Seul      | Ast.      | Sacks     | Nb.       | Yards | Déf.          | TD            | Nb.           | Rec.          |  |         |         |
| 1990            | Chargers        | 16  | 85    |           |           | 1         |           |       |               |               |               |               |  |         |         |
| 1991            | Chargers        | 16  | 129   |           |           | 7         |           |       |               |               |               |               |  |         |         |
| 1992            | Chargers        | 15  | 102   |           |           | 4,5       | 2         | 51    |               |               | 1             | 1             |  |         |         |
| 1993            | Chargers        | 16  | 129   |           |           |           | 2         | 58    |               |               | 1             | 1             |  |         |         |
| 1994            | Chargers        | 16  | 155   | 124       | 31        | 5,5       |           |       |               |               | 1             | 3             |  |         |         |
| 1995            | Chargers        | 16  | 130   | 111       | 19        | 2         | 2         | 5     |               |               | 1             | 3             |  |         |         |
| 1996            | Chargers        | 15  | 138   | 110       | 28        | 7         | 2         | 18    |               |               | 1             | 3             |  |         |         |
| 1997            | Chargers        | 15  | 97    | 84        | 13        | 7         | 2         | 33    |               |               | 1             | 2             |  |         |         |
| 1998            | Chargers        | 16  | 115   | 92        | 23        | 3,5       |           |       |               |               | 1             | 2             |  |         |         |
| 1999            | Chargers        | 14  | 99    | 75        | 24        | 3,5       | 1         | 16    | 9             | 0             | 1             | 1             |  |         |         |
| 2000            | Chargers        | 16  | 122   | 103       | 19        | 3,5       | 2         | 2     | 11            | 0             | 1             | 0             |  |         |         |
| 2001            | Chargers        | 16  | 94    | 83        | 11        | 1         | 1         | 2     | 6             | 0             | 1             | 0             |  |         |         |
| 2002            | Chargers        | 13  | 83    | 59        | 24        | 1,5       | 1         | 25    | 7             | 0             | 1             | 0             |  |         |         |
| Totaux Chargers | Totaux Chargers | 200 | 1 478 | 1 286     | 192       | 47        | 15        | 210   | 33            | 0             | 11            | 16            |  |         |         |
| 2003            | Dolphins        | 15  | 96    | 66        | 30        | 3         | 0         | 0     | 3             | 0             |               |               |  |         |         |
| 2004            | Dolphins        | 8   | 57    | 31        | 36        | 1         | 0         | 0     | 1             | 0             | 0             | 1             |  |         |         |
| 2005            | Dolphins        | 7   | 36    | 18        | 18        | 1         | 0         | 0     | 1             | 0             |               |               |  |         |         |
| Totaux Dolphins | Totaux Dolphins | 30  | 189   | 115       | 74        | 5         | 0         | 0     | 5             | 0             | 0             | 1             |  |         |         |
| 2006            | Patriots        | 11  | 69    | 39        | 30        | 1         | 0         | 0     | 1             | 0             |               |               |  |         |         |
| 2007            | Patriots        | 16  | 74    | 58        | 16        | 3,5       | 3         | 28    | 4             | 0             |               |               |  |         |         |
| 2008            | Patriots        | 4   | 22    | 15        | 7         |           |           |       |               |               |               |               |  |         |         |
| 2009            | Patriots        | 7   | 14    | 9         | 5         |           |           |       |               |               | 0             | 1             |  |         |         |
| Totaux Patriots | Totaux Patriots | 38  | 179   | 121       | 58        | 4,5       | 3         | 28    | 5             | 0             | 0             | 1             |  |         |         |
| Totaux Carrière | Totaux Carrière | 268 | 1 846 | 1 522     | 324       | 56,5      | 18        | 238   | 43            | 0             | 11            | 18            |  |         |         |

| Année           | Équipe          | MJ |       | Plaquages | Plaquages | Plaquages | Plaquages |       | Interceptions | Interceptions | Interceptions | Interceptions |  | Fumbles | Fumbles |
| Année           | Équipe          | MJ | Total | Seul      | Ast.      | Sacks     | Nb.       | Yards | Déf.          | TD            | Nb.           | Rec.          |  |         |         |
| 1992            | Chargers        | 2  |       |           |           |           |           |       |               |               |               |               |  |         |         |
| 1994            | Chargers        | 3  |       |           |           | 1         |           |       |               |               |               |               |  |         |         |
| 1995            | Chargers        | 1  |       |           |           |           | 1         | 0     | 0             | 0             |               |               |  |         |         |
| 2007            | Patriots        | 3  | 18    | 10        | 8         | 1         |           |       |               |               |               |               |  |         |         |
| 2009            | Patriots        | 1  | 5     | 2         | 3         | 0         |           |       |               |               |               |               |  |         |         |
| Totaux Carrière | Totaux Carrière | 10 | 23    | 12        | 11        | 2         | 1         | 0     | 0             | 0             | 0             | 0             |  |         |         |

### Citations originales
1. ↑  « To the fans of San Diego. I thank you for a wonderful year. Junior Seau and family. »